# Jogen
Jogen är en sjö i Ulricehamns kommun i Västergötland och ingår i Göta älvs huvudavrinningsområde. Sjön är 15 meter djup, har en yta på 3,68 kvadratkilometer och är belägen 250 meter över havet. Sjön avvattnas av vattendraget Tidan.

## Delavrinningsområde
Jogen ingår i det delavrinningsområde (641836-137086) som SMHI kallar för Utloppet av Jogen. Avrinningsområdets medelhöjd är 278 meter över havet och ytan är 21,26 kvadratkilometer. Räknas de 2 avrinningsområdena uppströms in blir den ackumulerade arean 69,87 kvadratkilometer. Tidan som avvattnar avrinningsområdet har biflödesordning 2, vilket innebär att vattnet flödar genom totalt 2 vattendrag innan det når havet efter 377 kilometer. Avrinningsområdet består mestadels av skog (57 %) och jordbruk (12 %). Avrinningsområdet har 3,67 kvadratkilometer vattenytor vilket ger det en sjöprocent på 17,2 %.